# Michel Brion
Pour les articles homonymes, voir Brion.
Michel Brion, né en 1958, est un mathématicien français qui travaille avec un point de vue de géomètre algébriste sur les groupes algébriques et leurs actions.

## Biographie
Michel Brion entre en 1977 à l'École normale supérieure et obtient son diplôme de doctorat en 1982 sous la direction de Jacques Dixmier (titre de la thèse : Sur la théorie des invariants). Il est actuellement directeur de recherche au CNRS au sein de l'Institut Fourier. Il est l'auteur de plus de 130 articles de recherche. Parmi ses thèmes de recherche, on peut citer la théorie des invariants, les variétés sphériques, le nombre de points entiers dans les polytopes à sommets entiers ou rationnels et l'étude de la structure des groupes algébriques.

## Distinctions et récompenses
En 1994, il est conférencier invité au Congrès international des mathématiciens dans la section Lie groups.
Il reçoit en 1999 la médaille d'argent du CNRS, et le prix Alexandre-Joannidès de l'académie des sciences en 2010.